# Macrohomotoma minana
Macrohomotoma minana är en insektsart som beskrevs av Yang och Li 1984. Macrohomotoma minana ingår i släktet Macrohomotoma och familjen Homotomidae. Inga underarter finns listade i Catalogue of Life.